# Eye Legacy
Eye Legacy è un album in studio della cantante statunitense Lisa Left Eye Lopes, pubblicato postumo nel 2009.

## Tracce
1. Spread Your Wings (featuring Free) – 3:51
2. In the Life (featuring Bobby Valentino) – 3:46
3. Legendary – 3:26
4. Let's Just Do It (featuring TLC & Missy Elliott) – 3:37
5. The Block Party (featuring Lil Mama & Clyde McKnight) – 4:17
6. Listen – 4:20
7. Bounce (featuring Chamillionaire & Bone Crusher) – 4:14
8. Let It Out (featuring Wanya Morris) – 4:47
9. Through the Pain (featuring Ryan Toby & Claudette Ortiz) – 3:59
10. Forever – 4:28
11. Neva Will Eye Eva (featuring Raina "Reigndrop" Lopes) – 3:40
12. L.I.S.A. – 4:20